# Jennersdorf (distrikt)
Jennersdorf är ett distrikt i förbundslandet Burgenland i Österrike. Det gränsar mot Ungern och Slovenien.

Kommunerna i distriktet Jennersdorf

Det består av följande kommuner:

- Deutsch Kaltenbrunn
- Eltendorf
- Heiligenkreuz im Lafnitztal
- Jennersdorf
- Königsdorf
- Minihof-Liebau
- Mogersdorf
- Mühlgraben
- Neuhaus am Klausenbach
- Rudersdorf
- Sankt Martin an der Raab
- Weichselbaum